# 菅楓華
菅 楓華（すが ふうか、2005年5月17日 ‐ ）は、宮崎県宮崎市出身の日本の女子プロゴルファー。ニトリ所属。マネジメント事務所は、CMGスポーツマーケティング。

## 来歴

### アマチュア時代

#### ジュニア時代
6歳からゴルフを始めた。中学校から中高一貫校の日章学園へ入学。中学校1年在学中の2018年度全国中学校ゴルフ選手権大会での団体準優勝に貢献した。また、同じ年度の第39回九州中学校ゴルフ選手権春季大会で優勝した。翌年の2019年（中学校2年）でも、全国高等学校・中学校ゴルフ選手権大会での団体準優勝に貢献した。
2021年に日章学園高等学校に進学、高校1年次の九州高等学校ゴルフ選手権春季大会で、同級生の荒木優奈に次ぐ2位に入った。
2022年、高校2年次で出場した第27回九州高等学校・中学校ゴルフ選手権大会で2位タイに入った。全国高等学校ゴルフ選手権大会では、団体優勝に貢献した。また、日本ジュニアゴルフ選手権競技女子15歳～17歳の部で同級生の荒木優奈にプレイオフで敗れて準優勝に終わった。
2023年、高校3年次で出場した全国の強豪のみによる8地区強化指定選手チーム対抗戦では、優勝を飾った。また、第53回九州女子選手権競技で優勝した。さらに、全国高等学校ゴルフ選手権大会では、団体連覇に貢献した。同年の鹿児島特別国民体育大会では菅を始めとする日章学園高等学校ゴルフ部のメンバーのみで構成された宮崎県女子団体チームが宮崎県勢として初の大会優勝を果たした。

#### アマチュア選手としてのプロツアー参戦
日本女子プロゴルフ協会（JLPGA）ツアーにアマチュアとして参戦し始めたのは2022年の高校2年次からで、予選会を通って出場権を得た9月開催の日本女子オープンゴルフ選手権競技では、+11で4打及ばず予選落ちした。
高校3年次の2023年の4月に開催されたステップアップツアーのフンドーキンレディース（大分）では、-6の成績で単独3位に入りベストアマチュア賞に輝いた。予選会を通って出場権を得た日本女子オープンゴルフ選手権競技では、+4で3打及ばず予選落ちした。10月に共催者推薦で出場したステップアップツアーのサロンパスレディスオープン（佐賀）では、トータル-1で単独6位に入りベストアマチュア賞に輝いた。
2023年度JLPGAプロテストでは最終テストラウンドにて5位タイで一発合格した（96期、2023年12月1日入会）。

### プロ時代

#### 2023年
最終QT（11月）では、5位に入るもスコア誤記による失格となり、最終QT参加者の中で最下位の104位でルーキーイヤーをスタートすることになった。

#### 2024年
３月にニトリの所属契約選手となったことが発表された。
プロ初戦は、3月のレギュラーツアーの「Vポイント×ENEOSゴルフトーナメント」で、7位タイとなり、新設されたベストルーキー賞に輝いた。1stリランキングでは33位となり、2ndリランキングまでのレギュラーツアー出場権をほぼ確保した。9月に行われた「住友生命Vitalityレディス 東海クラシック」では自己ベストの64を記録し、初日単独首位にたったが、その後伸ばせず、最終的には8位タイに終わった。2ndリランキングでは、18位となり、レギュラーツアーの残りの通常試合の出場権をほぼ確保した。
1年目は、レギュラーツアー22試合に出場し、トップ10フィニッシュが4回、メルセデスランキングが63位、賞金ランキングが64位と健闘したが、残念ながらシード権を獲得できなかった。しかし、11月末の行われたファイナルQTで20位に入り、次年度の1stリランキングまでのレギュラーツアー出場権を確保した。

#### 2025年
初戦の「ダイキンオーキッドレディスゴルフトーナメント」（3月6日-9日）では、3日目まで首位を守って迎えた最終日、一時5人が１位タイで並ぶ混戦の中、後半戦に岩井千怜とともに抜け出すが、13番ホールでボギーを叩いて首位を明け渡し、岩井がさらに伸ばす中追いつけずも、自己最高の2位タイを記録した。第2戦目の「Vポイント×ENEOSゴルフトーナメント」では、吉田優利が独走する中、初めての単独2位に入り、２週連続の２位となった。第3戦の「アクサレディスゴルフトーナメント in MIYAZAKI 2025」（3月28日-30日）では、初日は、強い風の中、イーブンの35位タイと出遅れたが、2日目にその日のベストスコアの66で一気に首位タイに踊り出て、ツアー史上初の開幕3連続で最終日を最終組で迎えるというという快挙を成し遂げた。しかし、スコアの伸ばし合いとなった最終日に伸ばすことができず、ツアー初優勝を飾った工藤遥加に及ばす、6位タイに終わった。1stリランキングでは、堂々の1位となり、2ndリランキングまでのレギュラーツアー出場権を確保した。「アース・モンダミンカップ」（6月26日-29日）の２日目、カットラインまで１打足りず迎えた最終ホールで渾身のバーディーを決めて+2の60位タイで辛うじて通過したが、その勢いのまま３日目に自己ベストタイかつ大会コースレコードタイの64を記録して一気に-6の6Tに浮上した。しかし、最終日は、1打しか伸ばせず-7の8位タイに終わった。

## 人物
- 三姉妹の末っ子[38]
- 「近所お姉さん」に誘われてゴルフを始めた[39]
- 好きな言葉は「下剋上」[40]
- 血液型：O型[1]
- 趣味：カラオケ・ダンス[1]
- 好きな色：ブルー[1]
- 目標とするプロゴルファー：山下美夢有と櫻井心那[41]
- 中学から宮崎で開催されるリコーカップのボランティアとしてキャリングスコアラーを5年間務めた[42]
- 神社巡りや滝など自然を見るのが好き[43]
- 好きな芸能人：平野紫耀[43]
- 17歳で優勝した同世代が多いことから、考えている世代名としては、華のセブンティーン[43]

## テレビ出演
- 田中秀道のビッグステップゴルフ（CSスカイA、2024年）[43]
- お茶の間情報局 てげテレ（MCN宮崎ケーブルテレビ、2017年）
- ゴルフトリプルマッチ（2025年5月31日・6月7日・14日・21日、BSフジ）[44]
- 女子ゴルフペアマッチ選手権シーズン18、1回戦マッチ1（BS朝日、2025年6月30日）[45]